# خيسوس فالنتين
خيسوس فالنتين (بالإسبانية: Jesús Valentín) هو لاعب كرة قدم إسباني في مركز الدفاع، ولد في 15 أكتوبر 1991 في Playa de las Américas ‏ في إسبانيا. لعب مع نادي لاس بالماس ونادي هويسكا.

## وصلات خارجية
- خيسوس فالنتين على موقع قاعدة بيانات كرة القدم.إي يو (الإنجليزية)
- خيسوس فالنتين على موقع Soccerway.com (الإنجليزية)
- خيسوس فالنتين على موقع AS.com (الإسبانية)